# Synchlora denticularia
Synchlora denticularia là một loài bướm đêm trong họ Geometridae.